# Axel Smith
Axel Ragnar Smith (* 27. Juni 1986 in Ystad) ist ein schwedischer Autor und Schachspieler. Er trägt außerdem seit 2016 den Titel des Großmeisters.

## Leben
Axel Smith ist verheiratet mit Ellinor Frisk, die den Titel einer Internationalen Meisterin der Frauen (WIM) trägt.

## Karriere
Smith spielte bei der Schacholympiade 2012 und 2016 für Schweden.
In Schweden nahm er in der Elitserien für den Lunds ASK seit der Saison 2004/05 teil und wurde mit diesem 2011 und 2019 schwedischer Mannschaftsmeister.
Für den Skakklubben K41 wurde Smiths Mannschaft 2019 und 2020 Mannschaftsmeister in der Dänischen Skakligaen.
In Norwegen für den Kristiansund SK und in Frankreich für den Club de Montpellier Echecs sowie den Club de Mulhouse Philidor.
Seit 2007 spielte er gelegentlich in Deutschland für den Greifswalder SV in der Oberliga Nord Ost.

### Bücher

#### Pump Up Your Rating
In Smiths erstem Schachbuch wird nicht nur ein Teilgebiet des Schachspiels gelehrt, sondern alle drei Phasen, Eröffnung, Mittelspiel und Endspiel, werden erwähnt. Außerdem beleuchtet der Autor nicht nur die technische Seite des königlichen Spiels, sondern auch die psychologische.

#### The Woodpecker Method
Bei diesem Werk, welches in Zusammenarbeit mit Hans Tikkanan entstand, handelt es sich um ein Taktikbuch, in welchem eine ganz bestimmte Methode, die Woodpecker Method (deutsch: die Specht-Prinzip), angepriesen wird. Das Specht-Prinzip basiert basiert darauf eine selbstbestimmte Anzahl von Aufgaben in einer festgelegten Zeit zu erledigen. Diese Aufgabenfolgen werden anschließend in kürzerer Zeit versucht zu lösen. Das Ganze wiederholt sich so lange bis man alle Aufgaben in der gewünschten Zeit lösen kann. Das Buch ist außerdem in drei verschiedene Schwierigkeitsgrade aufgeteilt, jedoch stammen alle gezeigten Partien von Weltmeistern.

#### e3 Poison
e3 Poison (deutsch: e3-Gift) ist ein Eröffnungsbuch, welches verschiedene Eröffnungen in den Systemen mit 1. d4, 1. Sf3, 1. c4 und 1. e3 behandelt.
| Hier fehlt eine Grafik, die leoder im Moment aus technischen Gründen nicht angezeigt werden kann. Wir arbeiten daran! |

## Veröffentlichungen
- Pump Up Your Rating: Unlock Your Chess Potential. Quality Chess, Glasgow 2013, ISBN 978-1-907982-73-6.
- e3 Poison: A 21st Century Opening Repertoire. Quality Chess, Glasgow 2017, ISBN 978-1-78483-037-3.
- mit Hans Tikkanen: The Woodpecker Method. Quality Chess, Glasgow 2019, ISBN 978-1-78483-054-0.